# Kinematika
A kinematika (mozgástan) a fizika azon részterülete, amelynek feladata a mozgások leírása. A mozgástant hagyományosan a mechanika tudományágába soroljuk, de feladata alapvetően matematikai jellegű. A mozgások leírása alatt azt értjük, hogy tetszőleges időpontban meghatározzuk egy test helyét, illetve helyzetét egy másik testhez képest.
A kinematika szó a görög κίνημα (kinima) szóból ered, amelynek jelentése mozgás, mozgatás.

## Kinematikai alapfogalmak

### Vonatkoztatási rendszer, koordináta-rendszer
Ha egy egyenesen játszódik le minden megfigyelt mozgás, akkor nem feltétlenül foglalkoztat minket az egyenes térbeli elhelyezkedése. Ilyenkor az egyenesre illeszkedő A pont egyenesen elfoglalt helyének egyértelmű meghatározásához két adatra van szükség. Tudnunk kell milyen távol helyezkedik el az egyenes egy B pontjától, és hogy B pont által meghatározott félegyenesek közül melyikre illeszkedik. A pont síkbeli helyének meghatározásához három adat szükséges: milyen távol helyezkedik el A pont a sík B és C pontjaitól (ahol B és C nem esik egy pontba), és hogy a BC egyenes által meghatározott félsíkok közül melyikre illeszkedik. Ekképpen a térbeli elhelyezkedés egyértelmű megadásához négy adat szükséges: A pont távolsága az B, C, D nem egy egyenesbe eső pontoktól, és hogy a B, C, D pontok síkja által meghatározott térrészek közül melyikben helyezkedik el.

B, C, D pontokat vonatkoztatási pontoknak, a vonatkoztatási pontok összességét vonatkoztatási rendszernek nevezzük. A vonatkoztatási rendszereket szokás testekhez rögzíteni, így beszélhetünk például a Földhöz vagy a Naphoz rögzített vonatkoztatási rendszerről (előfordulhatnak tömegközéppontokhoz rögzített vonatkoztatási rendszerek, ezek nem feltétlenül vannak egy kiterjedt testhez rögzítve).
Az egyszerűbb helymeghatározás végett a vonatkoztatási pontokhoz rögzített koordináta-rendszert vezetünk be. A koordináta-rendszer bázisa egy vektorrendszer, amelynek vektorait bázisvektoroknak nevezünk. Egyenesen egy az egyenesre illeszkedő bázisvektor felvétele elégséges, mert ennek a vektornak egy skalárral való lineáris kombinációjával, mindegyik az egyenesre illeszkedő vektor előállítható. Ezt a vektorrendszert lineárisan függetlennek nevezzük, mert minden vektor pontosan egyféle kombinációval állítható elő (azon vektorok, amelyek illeszkednek az egyenesre). Ezt úgy szokás megfogalmazni, hogy a nullvektor a vektorrendszerből pontosan egyféleképpen (csak triviálisan) kombinálható, a triviális skalárkombináció együtthatója a 0. Egy síkban már két vektor vektorrendszerére van szükségünk, ha a két vektor nem reprezentálható egy egyenesben (egy sík előállításához mindkét vektornak illeszkednie kell a síkra), akkor vektorrendszerük lineárisan független (a nullvektor csak úgy kombinálható, hogy mindkét bázisvektor együtthatója 0). Térben három vektor vektorrendszere akkor alkot lineárisan független vektorrendszert, ha a három vektor nem reprezentálható egy síkban (a nullvektor szintúgy csak triviálisan kombinálható). Gyakorlatban legtöbbször olyan vektorokat választunk, amelyek egymásra páronként merőlegesek és egységnyi hosszúak. Az ilyen bázist ortonormáltnak nevezzük. A három egységvektor szokásos elnevezése i, j, k. Azokat az egyeneseket, amelyekre i, j, k helyvektorok illeszkednek, rendre x, y, z tengelyeknek nevezzük. Azon kívül, hogy i, j, k vektorok páronként merőlegesek egymásra, jobbsodrású rendszert alkotnak a Descartes-féle derékszögű koordináta-rendszerben. Ez azt jelenti, hogy az O pontból induló i, j, k helyvektorok úgy következnek, mint a jobb kéz hüvelyk, mutató (a tenyér síkjában) és középső (a tenyérre merőlegesen) ujjai. Formális matematikai nyelven:
{\displaystyle \mathbf {i} \times \mathbf {j} =\mathbf {k} } (i kereszt j egyenlő k)

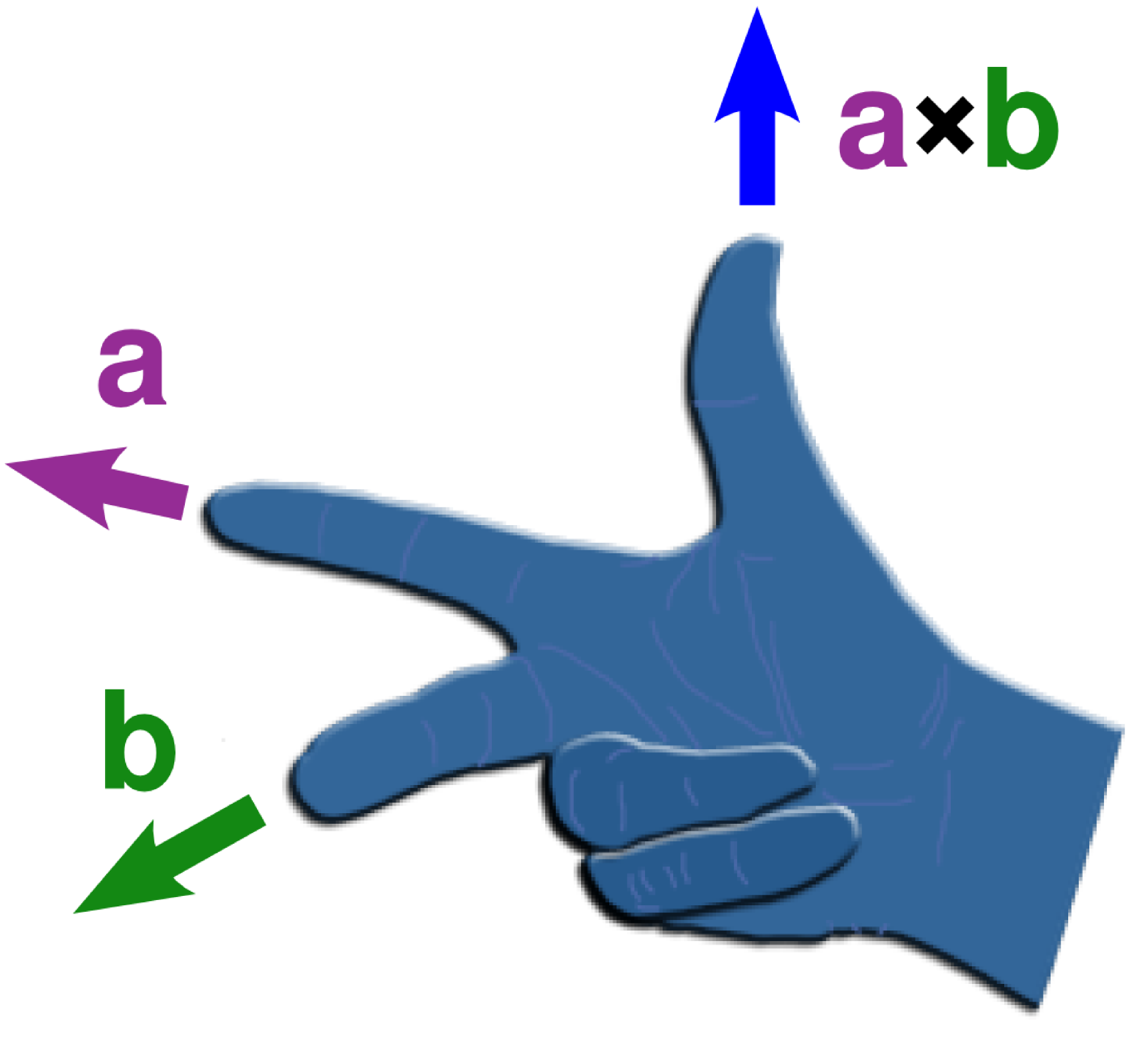
Vektorok külső szorzata

A k vektor az i és j vektorok külső (vektori) szorzata.
Értelmezés sikertelen (SVG (a MathML egy böngészőkiegészítővel engedélyezhető): Érvénytelen válasz („Math extension cannot connect to Restbase.”) a(z) http://localhost:6011/hu.wikipedia.org/v1/ szervertől:): {\displaystyle \mathbf{k} \times \mathbf{i} = \mathbf{j}}

{\displaystyle \mathbf {j} \times \mathbf {k} =\mathbf {i} }
A bázis felvétele után minden rendelkezésre áll ahhoz, hogy a tér pontjaira hivatkozni tudjunk. A bázis lineáris kombinációján a következő összeget értjük:
{\displaystyle \mathbf {r} =x\mathbf {i} +y\mathbf {j} +z\mathbf {k} }
Ahol r a tér egy pontjához tartozó helyvektor. Minden helyvektor pontosan egyféleképpen kombinálható a bázisból, ezért az i, j, k vektorok együtthatói (x, y, z) és a tér pontjai között egyértelmű megfeleltetést létesítettünk. Tehát a tér P pontja és a P pontba mutató helyvektor is (x, y, z)-nek háromváltozós függvénye (természetesen a függvények használatának feltétele a bázis meghatározása):
P (x, y, z)

r (x, y, z)
A koordinátatengelyek metszéspontját origónak nevezzük.
A Descartes-féle koordináta-rendszeren kívül más koordináta rendszerek is léteznek. Gondoljunk csak a földi helymeghatározásra, ahol szélességi és hosszúsági körök és a tengerszint feletti magasság segítségével alkotunk egy a Földhöz rögzített koordináta rendszert!
Fizikai problémák megoldásánál a másik leggyakrabban használt koordináta-rendszerben az úgynevezett polárkoordinátákkal adjuk meg egy test térbeli helyét.
A klasszikus mechanikában használt koordináta-rendszerek feladata, az euklideszi tér pontjaira való hivatkozás lehetővé tétele. Az euklideszi tér definiálható mint lineáris tér, és leírható a lineáris algebra elemeivel. Ennek részletes tárgyalásába itt nem bocsátkozunk, további információkért lásd: Euklideszi tér (lineáris algebra).

### Tömegpont
A tömegpont (anyagi pont) olyan test, amelynek méretei a vizsgált esetben elhanyagolhatóak, a felmerülő méretek és távolságokhoz képest nagyon kicsik. Ilyen például egy ember a Földhöz képest vagy akár a Föld a Naprendszer méreteihez képest.

### Az anyagi pont mechanikája
A mechanika feladata a legegyszerűbb és ugyanakkor a legszemléletesebb mozgásforma, a mechanikai mozgás törvényeinek a feltárása és leírása. Mechanikai mozgásról beszélünk, ha egy test megváltoztatja helyzetét egy másikhoz viszonyítva. Az anyag mozgásformái közül a mechanikai a legegyszerűbb és a legkézenfekvőbb, ezért a fizikai ágai közül a mechanika ért el a legkorábban egységes fejlettségi szintet, ez a Galilei-Newton-féle, vagy ahogy még nevezik, a klasszikus mechanika.
A mechanika törvényeit megpróbálták alkalmazni a fizika más ágaira is. Ezek a próbálkozások nem jártak megfelelő eredménnyel, mivel a többi mozgásforma-mint amilyen az elektromos, mágneses, optikai stb. – lényegesen eltérő sajátosságokkal rendelkezik. Ennek ellenére a fizikában a mechanikának jelentős szerepe, mivel a mechanika alapfogalmait, törvényeit megfelelő körültekintéssel a fizika minden területén alkalmazzák, megemlítjük az erők összeadását és az energia megmaradásának törvényét.
A mechanikai mozgás tárgyalásakor egyes esetekben nem érdekes a test geometriai mérete, például az elhajított kő mozgásánál. Ha test méretétől el lehet tekinteni, egy olyan ponttal dolgozunk, amely megőrzi a test tömegét (tehetetlenségét). Ezt a modellt anyagi pontnak vagy tömegpontnak nevezzük. Kölcsönhatási problémáknál,is használatos az anyagi pont fogalma. Az egyszerűbb tárgyalási mód érdekében az egymással kölcsönhatásban levő, véges kiterjedésű testek rendszerét anyagi pontok rendszerének vagy pontrendszernek nevezzük.
Adódnak olyan esetek is, amikor a testek véges méretétől nem lehet eltekinteni, például az elhajított diszkosz szabad tengely körüli forgása estén. Ebben az esetben egy új fogalomra, a merev test fogalmára van szükség. A merev test olyan modell, amely megőrzi a test tömegét, méretét és állandónak tekinti a testet alkotó részecskék közötti távolságot.
Léteznek olyan fizikai folyamatok is, amelyek során a testet alkotó részecskék közötti távolság nem marad állandó (rugalmas alakváltozások). Ebben az esetben deformálható testről beszélünk.
Az alkalmazott modellnek megfelelően a mechanikát felosztjuk anyagi pont, pontrendszerek, merev testek és deformálható testek mechanikájára.
A mechanikai mozgás értelmezéséből következik, hogy a mozgás viszonylagos (relatív). Abszolút mozgásról nem beszélhetünk, annak megfelelően, hogy nem létezik abszolút nyugalom, mivel a mozgás az anyagnak alapvető, elválaszthatatlan sajátossága. A mechanika mozgás értelmezéséből következik, hogy a mozgás leírására választani kell egy testet vagy testek rendszerét, amihez viszonyítva a mozgásról beszélünk. A választott testet vagy ezek rendszerét vonatkoztatási rendszernek nevezzük.
Mechanika (egyetemi jegyzet)

### Helyvektor, elmozdulásvektor, út, pálya
A koordináta-rendszer origójából a testhez (anyagi pont) húzott vektort a test helyvektorának nevezzük. Szokásos jelölése: r, fizikai dimenziója: dim r = L (hosszúság dimenziójú mennyiség). SI-beli mértékegysége a méter. Ha a test mozog, akkor helyvektora az idő függvényében változik, ha mozdulatlan, akkor a helyvektora minden időpontban ugyanaz (két helyvektor egyenlő, ha irányuk és nagyságuk megegyezik). A helyvektort az idő függvényében így jelöljük: r (t). Ha Értelmezés sikertelen (SVG (a MathML egy böngészőkiegészítővel engedélyezhető): Érvénytelen válasz („Math extension cannot connect to Restbase.”) a(z) http://localhost:6011/hu.wikipedia.org/v1/ szervertől:): {\displaystyle  t_1 }
 időpontban a test helyvektora r ({\displaystyle t_{1}}), és Értelmezés sikertelen (SVG (a MathML egy böngészőkiegészítővel engedélyezhető): Érvénytelen válasz („Math extension cannot connect to Restbase.”) a(z) http://localhost:6011/hu.wikipedia.org/v1/ szervertől:): {\displaystyle  t_2 }
 pillanatban r ({\displaystyle t_{2}}), és {\displaystyle t_{1}} < {\displaystyle t_{2}}, akkor a test két időpont közötti elmozdulását a d{\displaystyle _{21}} elmozdulásvektor adja meg, amit következőképpen definiálunk: d{\displaystyle _{21}}=r ({\displaystyle t_{2}}) – r ({\displaystyle t_{1}}). Így az elmozdulásvektor a test egyes időpontbeli helyéből a kettes időpont beli helyébe mutat.

Azt a görbét, amelynek minden pontján a tömegpont mozgása során végighalad, pályának nevezzük. Feltételezzük, hogy a pálya folytonos. Minden időintervallumhoz tartozik egy ívszakasz, amelynek hossza a test által ebben az időintervallumban megtett úttal egyenlő, az ívszakasz húrja az elmozdulás nagyságával egyenlő. Az út szokásos jele: s, dimenziója dim s = L, az út egy skalár. SI-beli mértékegysége a méter. A pálya megadható grafikusan, koordináták táblázatával, vagy a pálya egyenletével. A pálya egyenlete olyan egyenlőség, amit csak a pálya pontjainak koordinátái elégítenek ki. A pálya görbületét egy pontban a ponthoz tartozó simulókör sugarának reciprokával definiáljuk. Az egyenes görbülete 0, szemléletesen: végtelen nagy sugarú kör simul az egyeneshez, és a sugár minden határon túli növelésével a görbület (ennek reciproka) nullához tart.

## Anyagi pont mozgása

### Sebesség, sebességvektor
Az egydimenziós térben a kitérés-idő függvény megadásával meghatározhatjuk egy test mozgását. Példa a zárt matematikai képlettel megadható kitérés-idő függvényre:
{\displaystyle x\left(t\right)=At+B}
A függvény képe egy egyenes, ilyen esetben érdemes definiálni az átlagsebességet:
{\displaystyle {\overline {v}}={\frac {x\left(t+\Delta t\right)-x\left(t\right)}{\Delta t}}={\frac {\Delta x}{\Delta t}}}
Átlagsebesség alatt érthetjük az anyagi pont által megtett összes út és az eltelt összes idő hányadosát is (ennek alkalmazása szélesebb spektrumon érdemes):
Értelmezés sikertelen (SVG (a MathML egy böngészőkiegészítővel engedélyezhető): Érvénytelen válasz („Math extension cannot connect to Restbase.”) a(z) http://localhost:6011/hu.wikipedia.org/v1/ szervertől:): {\displaystyle \overline{v}=\frac{\Delta s}{\Delta t}\bigg(\equiv\frac{s_{\overset{..}{o}sszes}}{t_{\overset{..}{o}sszes}}\bigg)}

A t időpontban vett pillanatnyi sebesség egydimenziós mozgás esetén x(t) koordinátafüggvény idő szerinti differenciálhányadosa.
Értelmezés sikertelen (SVG (a MathML egy böngészőkiegészítővel engedélyezhető): Érvénytelen válasz („Math extension cannot connect to Restbase.”) a(z) http://localhost:6011/hu.wikipedia.org/v1/ szervertől:): {\displaystyle v_x(t)=\lim_{\Delta t\rightarrow 0}\frac{x(t+\Delta t)-x(t)}{\Delta t}\equiv\frac{dx}{dt}\equiv \overset{.}{x}}

Az utolsó kifejezést a fizikában alkalmazzuk az idő szerinti derivált jelzésére.

A szakirodalomban gyakran találkozni az alábbi megfogalmazással, de ennek a matematikai korrektsége kifogásolható:
{\displaystyle v_{x}(t)=\lim _{\Delta t\rightarrow 0}{\frac {\Delta x}{\Delta t}}}
Háromdimenziós mozgás esetén a definíció:
{\displaystyle \mathbf {v} (t)={\frac {dx}{dt}}\mathbf {i} +{\frac {dy}{dt}}\mathbf {j} +{\frac {dz}{dt}}\mathbf {k} \equiv {\frac {d\mathbf {r} }{dt}}\equiv {\overset {\mathbf {.} }{\mathbf {r} }}}
A sebesség mindig érintőirányú az elmozduláshoz képest.

### Gyorsulásvektor
A gyorsulásvektor a sebességvektor idő szerinti deriváltja:
{\displaystyle \mathbf {a} (t)={\frac {dv_{x}}{dt}}\mathbf {i} +{\frac {dv_{y}}{dt}}\mathbf {j} +{\frac {dv_{z}}{dt}}\mathbf {k} \equiv {\frac {d\mathbf {v} }{dt}}\equiv {\overset {\mathbf {.} }{\mathbf {v} }}}
A gyorsulásvektornak van az elmozdulással érintő irányú és normális komponense is:
{\displaystyle \mathbf {a} (t)={\frac {dv}{dt}}\mathbf {u_{T}} +{\frac {v^{2}}{r}}\mathbf {u_{N}} }